# Hasselbacken (Danmark 117:1)
Hasselbacken är en fast fornlämning i Danmarks socken i Uppsala med RAÄ-nummer Danmark 117:1 bestående av gravfält, 290x50 m och ca 90 fornlämningar (5 högar, ca 56 stensättningar och ett 30-tal resta stenar). En del av gravfältet ligger inom Nåntuna lund naturreservat.